# Olympische Sommerspiele 1980/Teilnehmer (Polen)
| Gelbes Symbol für Goldmedaillen mit stilisierten Olympischen Ringen | Graues Symbol für Silbermedaillen mit stilisierten Olympischen Ringen | Braundes Symbol für Bronzemedaillen mit stilisierten Olympischen Ringen |
| ------------------------------------------------------------------- | --------------------------------------------------------------------- | ----------------------------------------------------------------------- |
| 3                                                                   | 14                                                                    | 15                                                                      |

Polen nahm an den Olympischen Sommerspielen 1980 in Moskau mit einer Delegation von 306 Athleten (232 Männer und 74 Frauen) an 162 Wettkämpfen in 21 Sportarten teil.
Die polnischen Sportler gewannen 3 Gold-, 14 Silber- und 15 Bronzemedaillen. Im Medaillenspiegel der Spiele platzierte sich Polen damit auf dem zehnten Platz. Olympiasieger wurden der Reiter Jan Kowalczyk im Springreiten sowie die Leichtathleten Bronisław Malinowski über 3000 Meter Hindernis und Władysław Kozakiewicz im Stabhochsprung. Fahnenträger bei der Eröffnungsfeier war der Ringer Czesław Kwieciński.

## Teilnehmer nach Sportarten

### Basketball
Männer
- 7. Platz
Jerzy Bińkowski
Leszek Doliński
Krzysztof Fikiel
Eugeniusz Kijewski
Marcin Michalski
Mieczysław Młynarski
Ireneusz Mulak
Zdzisław Myrda
Ryszard Prostak
Wojciech Rosiński
Justyn Węglorz
Dariusz Zelig

### Bogenschießen
Männer
- Krzysztof Włosik
Einzel: 10. Platz

Frauen
- Maria Szeliga
Einzel: 7. Platz

- Jadwiga Szosler-Wilejto
Einzel: 11. Platz

### Boxen
- Henryk Pielesiak
Halbfliegengewicht: in der 1. Runde ausgeschieden

- Henryk Średnicki
Fliegengewicht: im Viertelfinale ausgeschieden

- Ryszard Czerwiński
Bantamgewicht: im Achtelfinale ausgeschieden

- Krzysztof Kosedowski
Federgewicht: Bronze

- Kazimierz Adach
Leichtgewicht: Bronze

- Bogdan Gajda
Halbweltergewicht: in der 1. Runde ausgeschieden

- Kazimierz Szczerba
Weltergewicht: Bronze

- Zygmunt Gosiewski
Halbmittelgewicht: in der 1. Runde ausgeschieden

- Jerzy Rybicki
Mittelgewicht: Bronze

- Paweł Skrzecz
Halbschwergewicht: Silber

- Grzegorz Skrzecz
Schwergewicht: im Viertelfinale ausgeschieden

### Fechten
Männer
- Lech Koziejowski
Florett: 5. Platz
Florett Mannschaft: Bronze

- Adam Robak
Florett: 9. Platz
Florett Mannschaft: Bronze

- Bogusław Zych
Florett: 13. Platz
Florett Mannschaft: Bronze

- Marian Sypniewski
Florett Mannschaft: Bronze 
Säbel Mannschaft: 4. Platz

- Andrzej Lis
Degen: 13. Platz
Degen Mannschaft: Silber

- Piotr Jabłkowski
Degen: 22. Platz
Degen Mannschaft: Silber

- Leszek Swornowski
Degen: 25. Platz
Degen Mannschaft: Silber

- Marius Strzałka
Degen Mannschaft: Silber

- Ludomir Chronowski
Degen Mannschaft: Silber

- Andrzej Kostrzewa
Säbel: 9. Platz
Säbel Mannschaft: 4. Platz

- Jacek Bierkowski
Säbel: 13. Platz
Säbel Mannschaft: 4. Platz

- Leszek Jabłonowski
Säbel: 17. Platz
Säbel Mannschaft: 4. Platz

- Tadeusz Piguła
Säbel Mannschaft: 4. Platz

Frauen
- Barbara Wysoczańska
Florett: Bronze 
Florett Mannschaft: 4. Platz

- Delfina Skąpska
Florett: 7. Platz
Florett Mannschaft: 4. Platz

- Jolanta Królikowska
Florett: 30. Platz
Florett Mannschaft: 4. Platz

- Agnieszka Dubrawska
Florett Mannschaft: 4. Platz

- Kamilla Składanowska
Florett Mannschaft: 4. Platz

### Gewichtheben
- Stefan Leletko
Fliegengewicht: 5. Platz

- Tadeusz Dembończyk
Bantamgewicht: Bronze

- Marek Seweryn
Federgewicht: Bronze

- Antoni Pawlak
Federgewicht: 4. Platz

- Zbigniew Kaczmarek
Leichtgewicht: 6. Platz

- Jan Lisowski
Halbschwergewicht: 4. Platz

- Paweł Rabczewski
Halbschwergewicht: 6. Platz

- Witold Walo
Mittelschwergewicht: 5. Platz

- Tadeusz Rutkowski
Superschwergewicht: Bronze

- Robert Skolimowski
Superschwergewicht: 7. Platz

### Handball
Männer
- 7. Platz
Alfred Kałuziński
Andrzej Kącki
Grzegorz Kosma
Henryk Rozmiarek
Janusz Brzozowski
Jerzy Garpiel
Jerzy Klempel
Marek Panas
Mieczysław Wojczak
Piotr Czaczka
Ryszard Jedliński
Zbigniew Gawlik
Zbigniew Tłuczyński
Daniel Waszkiewicz

### Hockey
Männer
- 4. Platz
Zygfryd Józefiak
Andrzej Mikina
Krystian Bąk
Włodzimierz Stanisławski
Leszek Hensler
Jan Sitek
Jerzy Wybieralski
Leszek Tórz
Zbigniew Rachwalski
Henryk Horwat
Andrzej Myśliwiec
Leszek Andrzejczak
Jan Mielniczak
Mariusz Kubiak
Adam Dolatowski
Krzysztof Głodowski

Frauen
- 6. Platz
Małgorzata Gajewska
Bogumiła Pajor
Jolanta Sekulak
Jolanta Błędowska
Lucyna Matuszna
Danuta Stanisławska
Wiesława Ryłko
Lidia Zgajewska
Maria Kornek
Małgorzata Lipska
Halina Kołdras
Lucyna Siejka
Dorota Bielska
Dorota Załęczna
Michalina Plekaniec
Jadwiga Kołdras

### Judo
- Marian Donat
Superleichtgewicht: 19. Platz

- Janusz Pawłowski
Halbleichtgewicht: Bronze

- Edward Alkśnin
Leichtgewicht: 5. Platz

- Jarosław Brawata
Halbmittelgewicht: 17. Platz

- Krzysztof Kurczyna
Mittelgewicht: 13. Platz

- Dariusz Nowakowski
Halbschwergewicht: 9. Platz

- Wojciech Reszko
Schwergewicht: 7. Platz
Offene Klasse: 15. Platz

### Kanu
Männer
- Grzegorz Śledziewski
Einer-Kajak 500 m: im Halbfinale ausgeschieden
Vierer-Kajak 1000 m: 4. Platz

- Waldemar Merk
Einer-Kajak 1000 m: im Halbfinale ausgeschieden
Zweier-Kajak 500 m: 7. Platz

- Zdzisław Szubski
Zweier-Kajak 500 m: 7. Platz

- Krzysztof Lepianka
Zweier-Kajak 1000 m: im Viertelfinale ausgeschieden

- Andrzej Klimaszewski
Zweier-Kajak 1000 m: im Viertelfinale ausgeschieden

- Ryszard Oborski
Vierer-Kajak 1000 m: 4. Platz

- Grzegorz Kołtan
Vierer-Kajak 1000 m: 4. Platz

- Daniel Wełna
Vierer-Kajak 1000 m: 4. Platz

- Marek Łbik
Einer-Canadier 500 m: 5. Platz
Einer-Canadier 1000 m: im Halbfinale ausgeschieden

- Jerzy Dunajski
Zweier-Canadier 500 m: 4. Platz

- Marek Wisła
Zweier-Canadier 500 m: 4. Platz

- Marek Dopierała
Zweier-Canadier 1000 m: 6. Platz

- Jan Pinczura
Zweier-Canadier 1000 m: 6. Platz

Frauen
- Ewa Kamińska-Eichler
Einer-Kajak 500 m: 5. Platz
Zweier-Kajak 500 m: 7. Platz

- Ewa Wojtaszek
Zweier-Kajak 500 m: 7. Platz

### Leichtathletik
Männer
- Marian Woronin
100 m: 7. Platz
200 m: 7. Platz
4-mal-100-Meter-Staffel: Silber

- Leszek Dunecki
100 m: im Viertelfinale ausgeschieden
200 m: 6. Platz
4-mal-100-Meter-Staffel: Silber

- Krzysztof Zwoliński
100 m: im Viertelfinale ausgeschieden
4-mal-100-Meter-Staffel: Silber

- Zenon Licznerski
200 m: im Viertelfinale ausgeschieden
4-mal-100-Meter-Staffel: Silber

- Andrzej Stępień
400 m: im Viertelfinale ausgeschieden
4-mal-400-Meter-Staffel: im Vorlauf ausgeschieden

- Jerzy Pietrzyk
400 m: im Vorlauf ausgeschieden
4-mal-400-Meter-Staffel: im Vorlauf ausgeschieden

- Mirosław Żerkowski
1500 m: im Halbfinale ausgeschieden

- Zbigniew Pierzynka
Marathon: 26. Platz

- Ryszard Marczak
Marathon: Rennen nicht beendet

- Andrzej Sajkowski
Marathon: Rennen nicht beendet

- Jan Pusty
110 m Hürden: 5. Platz

- Ryszard Szparak
400 m Hürden: im Halbfinale ausgeschieden

- Bronisław Malinowski
3000 m Hindernis: Gold

- Bogusław Mamiński
3000 m Hindernis: 7. Platz

- Krzysztof Wesołowski
3000 m Hindernis: im Halbfinale ausgeschieden

- Jan Pawłowicz
4-mal-400-Meter-Staffel: im Vorlauf ausgeschieden

- Adam Starostka
4-mal-400-Meter-Staffel: im Vorlauf ausgeschieden

- Bohdan Bułakowski
20 km Gehen: 7. Platz
50 km Gehen: Rennen nicht beendet

- Bohdan Bułakowski
50 km Gehen: 7. Platz

- Jacek Wszoła
Hochsprung: Silber

- Janusz Trzepizur
Hochsprung: 12. Platz

- Władysław Kozakiewicz
Stabhochsprung: Gold

- Tadeusz Ślusarski
Stabhochsprung: Silber

- Mariusz Klimczyk
Stabhochsprung: 6. Platz

- Stanisław Jaskułka
Weitsprung: 5. Platz

- Andrzej Klimaszewski
Weitsprung: 14. Platz

- Zdzisław Hoffmann
Dreisprung: 16. Platz

- Ireneusz Golda
Hammerwurf: 8. Platz

- Dariusz Adamus
Speerwurf: 15. Platz

- Dariusz Ludwig
Zehnkampf: 6. Platz

- Janusz Szczerkowski
Zehnkampf: 10. Platz

Frauen
- Elżbieta Stachurska
100 m: im Vorlauf ausgeschieden
200 m: im Viertelfinale ausgeschieden
4-mal-100-Meter-Staffel: 7. Platz

- Małgorzata Dunecka
400 m: im Halbfinale ausgeschieden
4-mal-400-Meter-Staffel: 6. Platz

- Grażyna Oliszewska
400 m: im Halbfinale ausgeschieden
4-mal-400-Meter-Staffel: 6. Platz

- Irena Szewińska
400 m: im Halbfinale ausgeschieden

- Jolanta Januchta
800 m: 6. Platz
4-mal-400-Meter-Staffel: 6. Platz

- Elżbieta Skowrońska-Katolik
800 m: im Halbfinale ausgeschieden
4-mal-400-Meter-Staffel: 6. Platz

- Anna Bukis
800 m: im Halbfinale ausgeschieden
1500 m: im Vorlauf ausgeschieden

- Lucyna Langer
100 m Hürden: Bronze 
4-mal-100-Meter-Staffel: 7. Platz

- Grażyna Rabsztyn
100 m Hürden: 5. Platz
4-mal-100-Meter-Staffel: 7. Platz

- Zofia Bielczyk
100 m Hürden: 8. Platz
4-mal-100-Meter-Staffel: 7. Platz

- Urszula Kielan
Hochsprung: Silber

- Elżbieta Krawczuk
Hochsprung: 13. Platz

- Danuta Bułkowska
Hochsprung: 14. Platz

- Anna Włodarczyk
Weitsprung: 4. Platz

- Barbara Baran-Wojnar
Weitsprung: 11. Platz

- Bernadeta Blechacz
Speerwurf: 9. Platz

- Małgorzata Guzowska
Fünfkampf: 12. Platz

### Moderner Fünfkampf
- Janusz Pyciak-Peciak
Einzel: 6. Platz
Mannschaft: 4. Platz

- Jan Olesiński
Einzel: 11. Platz
Mannschaft: 4. Platz

- Marek Bajan
Einzel: 18. Platz
Mannschaft: 4. Platz

### Radsport
- Czesław Lang
Straßenrennen: Silber 
Mannschaftszeitfahren: 4. Platz

- Tadeusz Wojtas
Straßenrennen: 5. Platz

- Krzysztof Sujka
Straßenrennen: 22. Platz

- Jan Jankiewicz
Straßenrennen: Rennen nicht beendet
Mannschaftszeitfahren: 4. Platz

- Stefan Ciekański
Mannschaftszeitfahren: 4. Platz

- Witold Plutecki
Mannschaftszeitfahren: 4. Platz

- Benedykt Kocot
Bahn Sprint: im 4. Lauf ausgeschieden

- Andrzej Michalak
Bahn 1000 m Zeitfahren: 11. Platz
Bahn 4000 m Mannschaftsverfolgung: 9. Platz

- Zbigniew Woźnicki
Bahn 4000 m Einerverfolgung: 12. Platz
Bahn 4000 m Mannschaftsverfolgung: 9. Platz

- Marek Kulesza
Bahn 4000 m Mannschaftsverfolgung: 9. Platz

- Janusz Sałach
Bahn 4000 m Mannschaftsverfolgung: 9. Platz

### Reiten
- Józef Zagor
Dressur: 10. Platz
Dressur Mannschaft: 4. Platz

- Elżbieta Morciniec
Dressur Mannschaft: 4. Platz

- Wanda Wąsowska
Dressur Mannschaft: 4. Platz

- Jan Kowalczyk
Springreiten: Gold 
Springreiten Mannschaft: Silber

- Wiesław Hartman
Springreiten: 6. Platz
Springreiten Mannschaft: Silber

- Marian Kozicki
Springreiten: 8. Platz
Springreiten Mannschaft: Silber

- Janusz Bobik
Springreiten Mannschaft: Silber

- Mirosław Szłapka
Vielseitigkeit: 6. Platz
Vielseitigkeit Mannschaft: ausgeschieden

- Jacek Wierzchowiecki
Vielseitigkeit: 13. Platz
Vielseitigkeit Mannschaft: ausgeschieden

- Stanisław Jasiński
Vielseitigkeit: ausgeschieden
Vielseitigkeit Mannschaft: ausgeschieden

- Jacek Daniluk
Vielseitigkeit: ausgeschieden
Vielseitigkeit Mannschaft: ausgeschieden

### Ringen
- Roman Kierpacz
Papiergewicht, griechisch-römisch: 8. Platz

- Stanisław Wróblewski
Fliegengewicht, griechisch-römisch: 6. Platz

- Józef Lipień
Bantamgewicht, griechisch-römisch: Silber

- Kazimierz Lipień
Federgewicht, griechisch-römisch: 6. Platz

- Andrzej Supron
Leichtgewicht, griechisch-römisch: Silber

- Wiesław Dziadura
Weltergewicht, griechisch-römisch: in der 3. Runde ausgeschieden

- Jan Dołgowicz
Mittelgewicht, griechisch-römisch: Silber

- Czesław Kwieciński
Halbschwergewicht, griechisch-römisch: in der 3. Runde ausgeschieden

- Roman Bierła
Schwergewicht, griechisch-römisch: Silber

- Marek Galiński
Superschwergewicht, griechisch-römisch: 8. Platz

- Jan Falandys
Papiergewicht, Freistil: 4. Platz

- Władysław Stecyk
Fliegengewicht, Freistil: Silber

- Wiesław Kończak
Bantamgewicht, Freistil: 6. Platz

- Jan Szymański
Federgewicht, Freistil: in der 3. Runde ausgeschieden

- Stanisław Chiliński
Leichtgewicht, Freistil: in der 3. Runde ausgeschieden

- Ryszard Ścigalski
Weltergewicht, Freistil: 5. Platz

- Henryk Mazur
Mittelgewicht, Freistil: 4. Platz

- Aleksander Cichoń
Halbschwergewicht, Freistil: Bronze

- Tomasz Busse
Schwergewicht, Freistil: 5. Platz

- Adam Sandurski
Superschwergewicht, Freistil: Bronze

### Rudern
Männer
- Wiesław Kujda
Doppel-Zweier: 6. Platz
Achter mit Steuermann: 9. Platz

- Piotr Tobolski
Doppel-Zweier: 6. Platz

- Andrzej Skowroński
Doppel-Vierer: 7. Platz

- Zbigniew Andruszkiewicz
Doppel-Vierer: 7. Platz

- Ryszard Burak
Doppel-Vierer: 7. Platz

- Stanisław Wierzbicki
Doppel-Vierer: 7. Platz

- Mirosław Jarzembowski
Vierer ohne Steuermann: 8. Platz

- Mariusz Trzciński
Vierer ohne Steuermann: 8. Platz

- Henryk Trzciński
Vierer ohne Steuermann: 8. Platz

- Marek Niedziałkowski
Vierer ohne Steuermann: 8. Platz

- Grzegorz Stellak
Vierer mit Steuermann: Bronze 
Achter mit Steuermann: 9. Platz

- Adam Tomasiak
Vierer mit Steuermann: Bronze 
Achter mit Steuermann: 9. Platz

- Grzegorz Nowak
Vierer mit Steuermann: Bronze 
Achter mit Steuermann: 9. Platz

- Ryszard Stadniuk
Vierer mit Steuermann: Bronze 
Achter mit Steuermann: 9. Platz

- Ryszard Kubiak
Vierer mit Steuermann: Bronze 
Achter mit Steuermann: 9. Platz

- Paweł Borkowski
Achter mit Steuermann: 9. Platz

- Mirosław Kowalewski
Achter mit Steuermann: 9. Platz

- Władysław Beszterda
Achter mit Steuermann: 9. Platz

Frauen
- Beata Dziadura
Einer: 6. Platz

- Hanna Jarkiewicz
Doppel-Zweier: 5. Platz

- Janina Klucznik
Doppel-Zweier: 5. Platz

- Małgorzata Dłużewska
Zweier ohne Steuerfrau: Silber

- Czesława Kościańska
Zweier ohne Steuerfrau: Silber

- Bogusława Kozłowska-Tomasiak
Doppel-Vierer mit Steuerfrau: 5. Platz

- Mariola Abrahamczyk
Doppel-Vierer mit Steuerfrau: 5. Platz

- Maria Kobylińska
Doppel-Vierer mit Steuerfrau: 5. Platz

- Aleksandra Kaczyńska
Doppel-Vierer mit Steuerfrau: 5. Platz

- Maria Dzieźa
Doppel-Vierer mit Steuerfrau: 5. Platz

- Urszula Niebrzydowska
Achter mit Steuerfrau: 6. Platz

- Ewa Lewandowska
Achter mit Steuerfrau: 6. Platz

- Wanda Piątkowska
Achter mit Steuerfrau: 6. Platz

- Beata Kamuda
Achter mit Steuerfrau: 6. Platz

- Jolanta Modlińska
Achter mit Steuerfrau: 6. Platz

- Teresa Soroka
Achter mit Steuerfrau: 6. Platz

- Krystyna Ambros
Achter mit Steuerfrau: 6. Platz

- Wiesława Kiełsznia
Achter mit Steuerfrau: 6. Platz

- Grażyna Różańska
Achter mit Steuerfrau: 6. Platz

### Schießen
- Andrzej Macur
Schnellfeuerpistole 25 m: 14. Platz

- Józef Zapędzki
Schnellfeuerpistole 25 m: 14. Platz

- Sławomir Romanowski
Freie Pistole 50 m: 10. Platz

- Erwin Matelski
Freie Pistole 50 m: 13. Platz

- Eugeniusz Pędzisz
Kleinkalibergewehr Dreistellungskampf 50 m: 8. Platz

- Romuald Siemionow
Kleinkalibergewehr Dreistellungskampf 50 m: 11. Platz

- Krzysztof Stefaniak
Kleinkalibergewehr liegend 50 m: 4. Platz

- Piotr Kosmatko
Kleinkalibergewehr liegend 50 m: 10. Platz

- Jerzy Greszkiewicz
Laufende Scheibe 50 m: 10. Platz

- Eugeniusz Janczak
Laufende Scheibe 50 m: 17. Platz

- Wiesław Gawlikowski
Skeet: 19. Platz

- Hubert Pawłowski
Skeet: 28. Platz

### Schwimmen
Männer
- Zbigniew Januszkiewicz
200 m Rücken: im Vorlauf ausgeschieden

- Bogusław Zychowicz
100 m Schmetterling: im Halbfinale ausgeschieden
200 m Schmetterling: im Vorlauf ausgeschieden

- Leszek Górski
400 m Lagen: 7. Platz

- Dariusz Wolny
400 m Lagen: im Vorlauf ausgeschieden

Frauen
- Agnieszka Czopek
200 m Rücken: im Vorlauf ausgeschieden
400 m Lagen: Bronze

- Magdalena Białas
200 m Rücken: im Vorlauf ausgeschieden
400 m Lagen: 8. Platz

- Dorota Brzozowska
100 m Schmetterling: im Vorlauf ausgeschieden
200 m Schmetterling: 5. Platz

- Małgorzata Różycka
200 m Schmetterling: im Vorlauf ausgeschieden

### Segeln
- Ryszard Skarbiński
Finn-Dinghy: 7. Platz

- Leon Wróbel
470er-Jolle: 5. Platz

- Tomasz Stocki
470er-Jolle: 5. Platz

- Tomasz Holc
Star: 12. Platz

- Zbigniew Malicki
Star: 12. Platz

- Andrzej Iwiński
Flying Dutchman: 11. Platz

- Ludwik Raczyński
Flying Dutchman: 11. Platz

- Bogdan Kramer
Tornado: 9. Platz

- Jarogniew Krüger
Tornado: 9. Platz

- Jan Bartosik
Soling: 9. Platz

- Jerzy Wujecki
Soling: 9. Platz

- Zdzisław Kotla
Soling: 9. Platz

### Turnen
Männer
- Andrzej Szajna
Einzelmehrkampf: 17. Platz
Boden: 21. Platz
Pferdsprung: 35. Platz
Barren: 58. Platz
Reck: 26. Platz
Ringe: 27. Platz
Seitpferd: 29. Platz

- Waldemar Woźniak
Einzelmehrkampf: 29. Platz
Boden: 55. Platz
Pferdsprung: 30. Platz
Barren: 47. Platz
Reck: 39. Platz
Ringe: 47. Platz
Seitpferd: 47. Platz

- Krzysztof Potaczek
Einzelmehrkampf: 63. Platz
Boden: 63. Platz
Pferdsprung: 54. Platz
Barren: 52. Platz
Reck: 59. Platz
Ringe: 65. Platz
Seitpferd: 37. Platz

Frauen
- Anita Jokiel
Einzelmehrkampf: 18. Platz
Boden: 32. Platz
Pferdsprung: 38. Platz
Stufenbarren: 36. Platz
Schwebebalken: 38. Platz
Mannschaftsmehrkampf: 7. Platz

- Małgorzata Majza
Einzelmehrkampf: 20. Platz
Boden: 30. Platz
Pferdsprung: 41. Platz
Stufenbarren: 35. Platz
Schwebebalken: 38. Platz
Mannschaftsmehrkampf: 7. Platz

- Łucja Matraszek-Chydzińska
Einzelmehrkampf: 36. Platz
Boden: 31. Platz
Pferdsprung: 31. Platz
Stufenbarren: 27. Platz
Schwebebalken: 27. Platz
Mannschaftsmehrkampf: 7. Platz

- Wiesława Żelaskowska
Einzelmehrkampf: 41. Platz
Boden: 32. Platz
Pferdsprung: 43. Platz
Stufenbarren: 48. Platz
Schwebebalken: 33. Platz
Mannschaftsmehrkampf: 7. Platz

- Agata Jaroszek-Karczmarek
Einzelmehrkampf: 42. Platz
Boden: 43. Platz
Pferdsprung: 35. Platz
Stufenbarren: 40. Platz
Schwebebalken: 53. Platz
Mannschaftsmehrkampf: 7. Platz

- Katarzyna Snopko
Einzelmehrkampf: 44. Platz
Boden: 38. Platz
Pferdsprung: 41. Platz
Stufenbarren: 43. Platz
Schwebebalken: 55. Platz
Mannschaftsmehrkampf: 7. Platz

### Volleyball
Männer
- 4. Platz
Bogusław Kanicki
Lech Łasko
Leszek Molenda
Maciej Jarosz
Władysław Kustra
Robert Malinowski
Ryszard Bosek
Tomasz Wójtowicz
Wiesław Czaja
Wiesław Gawłowski
Włodzimierz Nalazek
Wojciech Drzyzga

### Wasserspringen
Männer
- Roman Godziński
3 m Kunstspringen: 19. Platz

Frauen
- Ewa Kucińska
10 m Turmspringen: 13. Platz